# Denok
Denok is een bestuurslaag in het regentschap Lumajang van de provincie Oost-Java, Indonesië. Denok telt 3982 inwoners (volkstelling 2010).